# Staurotheca jaederholmi
Staurotheca jaederholmi is een hydroïdpoliep uit de familie Sertulariidae. De poliep komt uit het geslacht Staurotheca. Staurotheca jaederholmi werd in 1920 voor het eerst wetenschappelijk beschreven door Stechow. 